# Brug 2278
Brug 2278 is een bouwkundig kunstwerk in Amsterdam-Noord.
Tijdens de afronding van de werkzaamheden van Ringweg Noord kwam er tussen die snelweg en De Nieuwe Noorder een graslandje zonder bestemming te liggen. Eeuwenlang was het grasland al dan niet met vee erop, maar de ringweg zorgde voor verdere stadsverdichting daar. Er kwam tussen 1996 en 1999 een woonwijk te liggen met de ietwat vreemde naam Diopter. Die wijk wordt omringd door water. Voor de verbinding met de omgeving werden vier bruggen aangelegd.
Brug 2278 is een voetbrug tussen het wijkje en de Buikslotermeerdijk, hier de oostelijke oever van het Noordhollandsch Kanaal. De brug is circa 19 meter lang en 1,90 meter breed. Het waren de jaren dat de stadsdeelkantoren (mede) verantwoordelijk waren voor de infrastructuur; de Publieke Werken, eerder verantwoordelijk voor bruggen, was opgeheven. Het ontwerpen van bruggen werd uitbesteed. De voetbrug staat op metalen brugpijlers; ook de liggers zijn van metaal. Daarop liggen de houten planken. Ook de leuningen en balusters zijn weer van metaal. Om doorvallen door de balustrade te voorkomen zijn staaldraden bevestigd. Vanuit de wijk richting dijk moet men middels een trap een aanzienlijk hoogteverschil overbruggen. Op de brug werd een nummerplaatje gemonteerd van (werktitel) brug 1753 uit dezelfde tijd, elders in Amsterdam-Noord.   
De brug werd ontworpen door Chris de Jonge, Louis Hoogveld en Kees de Kat, dan samenwerkend onder architectenbureau DeJonge Hoogveld en deKat (1991-1999, later JHK-Architecten) uit Utrecht; zij ontwierpen tevens alle woningen voor het wijkje.

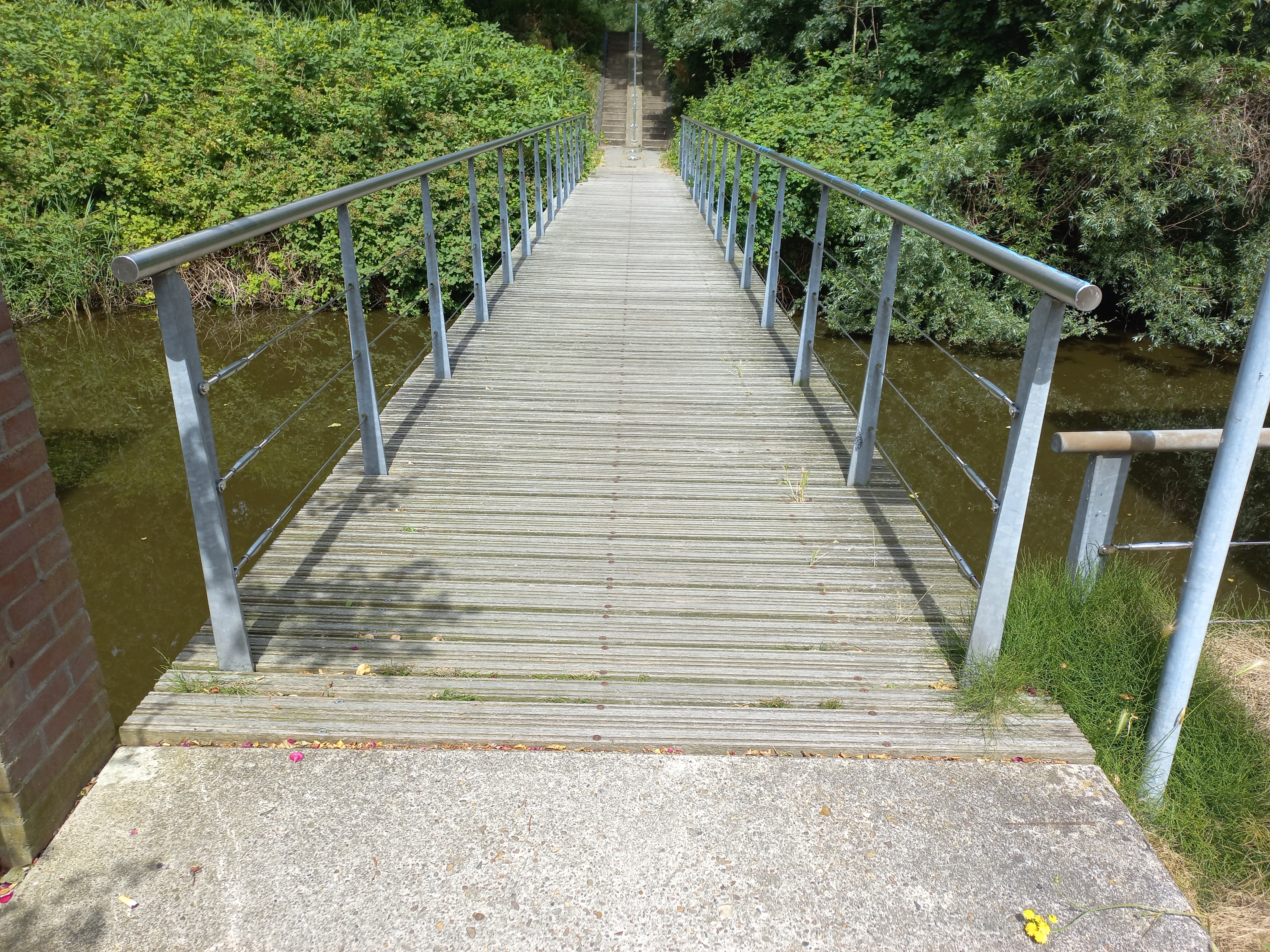
Brug 2278 richting dijk (juni 2024)